# December Will Be Magic Again
〈December Will Be Magic Again〉은 잉글랜드의 싱어송라이터 케이트 부시의 크리스마스 노래이다. 1980년 11월 17일 EMI 레코드를 통해 발매되었다.

## 배경
부시는 1979년 12월 두 차례 〈December Will Be Magic Again〉을 공연하였다. 먼저 12월 22일에 방영한 "크리스마스 스노타임 스페셜"은 스위스 레장에서 촬영되었으며, 부시 외에도 ABBA, 보니 M., 리오 세이어, 보니 타일러 등이 출연하였다. 해당 공연에는 봉고가 사용되어 있기 때문에 '봉고 버전'이라고도 알려져 있다. 28일에는 45분 가량의 부시의 BBC 크리스마스 특집 방송 "케이트"에서 홀로 피아노를 연주하며 노래를 부르는 모습이 송출되었다. 타임스는 후에 이 공연을 두고 "셰리에 거나하게 취한 이모 같다"라고 표현했다.

## 발매
두 차례의 공연에도 불구하고 〈December Will Be Magic Again〉은 1979년 발매되지 않았다. 당시 EMI의 홍보 이사였던 브라이언 사우설은 EMI와 부시 간에 노래를 싱글로 만들자는 이야기가 나오긴 했지만 아직 부시가 노래를 완성하지 못하였기 때문이라 밝혔다.
〈December Will Be Magic Again〉은 영국 싱글 차트에서 최고 순위 29위까지 올라갔는데, 일부 작가와 평론가들은 이러한 저조한 성적을 존 레논의 사망으로 인한 일종의 침체 때문이라고 보았다.

## 평가
뉴 뮤지컬 익스프레스의 앤디 길과 스매시 히츠의 로니 거는 다른 크리스마스 노래와 함께 〈December Will Be Magic Again〉을 리뷰하였다. 로니 거는 노래를 두고 "낙천적인 12월의 오페레타를 가미한 참신함"이라고 호평한 반면, 앤디 길은 "마치 요정 같은 케이트 부시를 참아야 할 것 같다"라고 언급했다. 한편 멜로디 메이커의 앨런 존스는 부시가 "사나운 순록의 뒤치기에 발정난 것"처럼 들린다며 "크리스마스의 짜증이 될 운명"이라고 혹평하였는데, 이후 킹 크림슨의 로버트 프립은 1988년 인터뷰에서 해당 평이 자신이 음악 잡지를 그만 읽기 시작하게 만들었다고 비판하였다. 2010년 6월, 존스가 당시 편집장으로 재직하던 잡지 언컷에 부시가 표지를 장식했을 때, 존스는 서문에서 자신이 "오랜 세월 동안 케이트 부시의 불가지론자였으며, 그녀의 음악에 대해 한 번 이상 무례했던 적이 있었다"라며 자신의 평을 "다채롭게 저속했던 문장"이라고 회고했다.
2022년 빌보드의 평론가들이 선정한 "역대 최고의 크리스마스 노래 100곡"에서 〈December Will Be Magic Again〉은 86위에 올랐다. E. J. 패널리건은 "전통적인 휴일 음악의 콘셉트를 받아들인 후 자신만의 것으로 만들어버렸다"라고 묘사하였다. 피치포크가 2016년 선정한 동일한 주제의 기사에서는 50곡 중 21위를 차지하였다. 로라 스네이프스는 상대적으로 듣기 편안한 피아노의 소리가 신시사이저의 실험이 가미된 《Never for Ever》에 비하면 전통적인 작품같지만, 사실은 당시 《The Dreaming》 제작 중에 있던 부시가 팬들에게 일종의 안심을 심어주기 위한 곡이라고 보았다. 부시가 영국에서 발매한 싱글에 순위를 매긴 데일리 텔레그래프와 가디언의 알렉시스 페트리디스는 각각 31곡 중 10위, 29곡 중 25위에 노래를 선정했다. 전자는 노래를 과소평가된 크리스마스 싱글이라 칭하면서 "가장 분위기 있는 보컬을 지닌" 곡이라고 적었지만, 페트리디스는 "이상하게도 단조롭고, 제목이 시사하는 것처럼 마법같이 들리지는 않는다"라고 부정적인 평을 남겼다.

## 트랙 리스트
1. December Will Be Magic Again – 4:50
2. Warm And Soothing – 2:41

## 참여진
크레딧은 싱글의 라이너 노트에서 발췌했다.
- 케이트 부시 – 작사·작곡, 프로듀싱, 편곡, 리믹스
- 존 켈리 – 프로듀싱
- 존 배럿 – 엔지니어링, 리믹스
- 대니 도슨 – 리믹스 보조
- 크리스 블레어 – 마스터링
- 닉 프라이스 – 표지

## 차트
| 차트 (1980–1981)          | 최고 순위 |
| ------------------------- | --------- |
| 서독 싱글 (미디어 컨트롤) | 55        |
| 아일랜드 싱글 (IRMA)      | 13        |
| 영국 싱글 (OCC)           | 29        |
| 이스라엘 싱글 (IBA)       | 7         |

### 내용주
1. ↑  존스는 〈December Will Be Magic Again〉이 아니라 〈Babooshka〉에 그런 평을 남겼다고 잘못 언급했다.
2. ↑  데일리 텔레그래프는 부시가 피처링에 참여한 피터 가브리엘의 〈Don't Give Up〉과 1979년에 발매한 라이브 EP 《On Stage》의 〈Them Heavy People (Live)〉도 순위에 포함시켰다.

### 참조주
1. ↑  이브닝 스탠더드 1979, 23쪽.
2. ↑  자르망이벤스 2008, 125쪽.
3. ↑  톰슨 2014, 161쪽.
4. ↑  잘레스키 2023, 107–108쪽.
5. ↑  타임스 2010, 9쪽.
6. ↑  사우설 1980, 47쪽.
7. ↑  거 1980, 32쪽.
8. ↑  길 1980, 20쪽.
9. ↑  존스 1980, 15쪽.
10. ↑  프렌더개스트 1988, 25쪽: "I stopped reading the music press – I believe it was in Christmas 1980 – when I read the review of a Kate Bush single in a certain music weekly which said: 'Kate Bush sounds like she's being rutted from the rear by a reindeer.' This was a record review in the English music press!!"
11. ↑  존스 2010, 5쪽.
12. ↑  빌보드 2022.
13. ↑  피치포크 2016.
14. ↑  데일리 텔레그래프 2016.
15. ↑  페트리디스 2018.
16. ↑  라이너 노트 1980.
17. ↑  서독 싱글 차트 1981.
18. ↑  아일랜드 싱글 차트 1980.
19. ↑  영국 싱글 차트 1980.
20. ↑  이스라엘 싱글 1981.

### 참고 자료
라이너 노트
- 《December Will Be Magic Again》 (싱글). 케이트 부시. EMI 레코드. 1980년. EMI-5121.

서적 및 저널
- 자르망이벤스, 프레야 (2008년).  휘틀리, 실라, 편집. “The Musical Underbelly of Christmas”. 《Christmas, Ideology and Popular Culture》 (에든버러 대학교 출판부). doi:10.1515/9780748631872-010.
- 톰슨, 그레이엄 (2014년). 《Under the Ivy: The Life & Music of Kate Bush》. 런던: 옴니버스 프레스. ISBN 978-1-78305-747-4 – 인터넷 아카이브 경유. (가입 필요).
- 잘레스키, 애니 (2023년 10월). 《This Is Christmas, Song by Song: The Stories Behind 100 Holiday Hits》. 뉴욕: 러닝 프레스. ISBN 978-0-7624-8272-6.

뉴스, 잡지 및 웹사이트
- “The 50 Best Holiday Songs of All Time”. 《피치포크》. 2022년 12월 4일에 원본 문서에서 보존된 문서. 2023년 12월 1일에 확인함.
- “Our best Christmas moments... from Rocky to Run-DMC”. 《타임스》. 2010년 12월 18일. 9면. 2023년 12월 1일에 확인함. (구독 필요).
- “BBC1”. 《이브닝 스탠더드》. 1979년 12월 21일. 23면  – newspapers.com 경유.
- 사우설, 브라이언 (1980년 1월 19일). “Bush Telegraph” (PDF). 《사운즈》. 47쪽. 2023년 6월 23일에 원본 문서 (PDF)에서 보존된 문서.
- 길, 앤디 (1980년 11월 29일). “Festival Drivel”. 《뉴 뮤지컬 익스프레스》. 20쪽.
- 거, 로니 (1980년 12월 11일). “Reviews”. 《스매시 히츠》. 32쪽.
- 존스, 앨런 (1980년 12월 6일). “Seasons Greetings and Christmas Turkeys”. 《멜로디 메이커》. 15쪽.
- 프렌더개스트, 마크 (1988년 3월). “Robert Fripp”. 《사운드 온 사운드》. 3권 5호. 24–27쪽. 2022년 12월 18일에 원본 문서에서 보존된 문서. 2023년 11월 30일에 확인함 – mu:zines 경유.
- 존스, 앨런 (2010년 6월). “The Editor...”. 《언컷》. 157호. 5쪽.
- “The 100 Best Christmas Songs of All Time: Staff List”. 《빌보드》. 2022년 11월 30일. 2023년 11월 8일에 원본 문서에서 보존된 문서. 2023년 12월 1일에 확인함.
- “Kate Bush: her 31 UK singles from worst to best”. 《데일리 텔레그래프》. 2016년 11월 29일. 2022년 6월 11일에 원본 문서에서 보존된 문서. 2023년 12월 1일에 확인함.
- 페트리디스, 알렉시스 (2018년 11월 23일). “Kate Bush – every UK single ranked!”. 《가디언》. 2023년 6월 14일에 원본 문서에서 보존된 문서. 2023년 12월 1일에 확인함.
- “Kate Bush: December Will Be Magic Again”. GfK. 2022년 11월 26일에 원본 문서에서 보존된 문서. 2023년 11월 30일에 확인함.
- “December Will Be Magic Again”. 아일랜드 음반 산업 협회. 2022년 1월 26에 원본 문서에서 보존된 문서. 2023년 11월 30일에 확인함.
- “December Will Be Magic Again by Kate Bush”. 오피셜 차트 컴퍼니. 2023년 11월 30일에 원본 문서에서 보존된 문서. 2023년 11월 30일에 확인함.
- “Hits Of The World” (PDF). 《빌보드》. 1981년 2월 7일. 69쪽. 2023년 7월 27일에 원본 문서 (PDF)에서 보존된 문서. 2023년 11월 30일에 확인함.